# M14 (пушка)
М14 (енгл. U.S. rifle, 7.62 mm, M14), је америчка војничка пушка калибра 7.62x51mm развијена током 1950-их на бази М1 Гаранд. Њена масовна производња започела је 1958 године и произведено је више од 1.000.000 ових пушака, када је крајем ’60их замењена новом јуришном пушком М-16. Од 1968 године, први примерци овог оружја, укупно 173.000, продати су Тајвану. под именом Тип 57. Захваљујући пре свега Вашингтону, ’70их године овим оружјем опремљене су многе латиноамеричке земље (попут Колумбије, Костарике, Еквадора, Хаитија, Хондураса, Никарагве, Порторика, Доминиканске Републике и Венецуеле), афричке (Мароко и Зимбабве) и азијске (Јужна Кореја, Израел, Јордан, Либан и Филипини). Ова пушка, после замене моделом М-16, остала је у мањем броју у наоружању ОС САД као снајперска пушка због своје изузетне прецизности.

## Развој
Пушка М14 је базирана на једној од најсавременијих пушака ’40их година, М1 Гаранд, која иако модерна за то време, није била савршена. Прве модификације огледале су се у могућности коришћења рафалне паљбе и промене клипа од 8 метака са новим оквиром од 20 метака. Најинтересантније решење понудио је Џон Гаранд под називом Т20, и овај прототип је узет као база за испитивање пушака од 1945. до почетка ’50их. Спрингфилдов дизајнер Ерл Харви је међутим пројектовао ново потпуно различито оружје, Т25, које би користило нову муницију .30 LR из које је касније настала муниција 7.62x51mm НАТО и комерцијална .308 Винчестер. После безброј прототипа, појављује се верзија Т44, што је у ствари био прототип пушке Т20 у калибру 7,62mm и са механизмом преузетим са прототипа Т25. Каснији прототипови Т44 користили су новопроизведене М1 или Т20, и систем функционисања им је прилагођен за нови краћи метак 7,62mm уместо за већи .30-06.
Убрзо затим прототип Т44 учествује на конкурсу Америчке војске, а противници су му били нови Т47 (модификовани Т25), пушка ФН ФАЛ (Т48) и AR-10. Конкурс је био намештен, а комисија је фаворизовала управо прототип Т44 (М14). Било је опште познато да белгијска пушка ФН ФАЛ надмашује све што су Американци могли понудити у том тренутку, а одбијена је чак и домаћа AR-10 која се показала одлично. Т44 1957. побеђује на том конкурсу што је довело до почетка масовне производње 1958. године и усвајања у наоружање 1959. године. Међутим кашњења у испоруци су довела до тога да се овом пушком комплетно наоружа само 101. падобранска дивизија и то до краја 1961. године.
Модификација пушке М14 Вијетконга током Вијетнамског рата.
Пушка је кориштена кратко током Вијетнамског рата где се није показала као идеално решење. Њена дужина и тежина отежавали су кретање по џунгли, док су се дрвени делови често деформисали због влажне климе. Јака муниција 7,62x51 mm са друге стране производила је велику енергију (3,350Ј), али ју је било тешко контролисати при рафалној паљби.
Производња пушке је убрзо заустављена, иако је намера била да она замјени чак четири типа оружја: М1 Гаранд , M1 карабин , M3 „Мазалица” и M1918 BAR. Ту се пре свега мислило на унификацију калибра ради што лакшег снабдевања трупа на терену, али пушка М14 није донела жељене резултате.
Ова пушка је била главно оружје у Вијетнамског рата све до увођења у службу нове модерне јуришне пушке М-16 (1966—1969). Године 1968 Америчка војска проглашава М16 као "Стандард А" пушку, а М14 као "Лимитирани стандард" пушку. Ипак М14 је послужила касније као основа за развој снајперске пушке „M21" која је била стандардно оружје снајпериста све до 1988. године када се уводи нова снајперска пушка „M24 SWS".

## Корисници
- Сједињене Државе
- Република Кина
- Република Кореја
- Филипини
- Мароко
- Судан
- Никарагва
- Аргентина
- Колумбија
- Порторико
- Зимбабве
- Грчка
- Естонија
- Литванија
- Летонија
- Тунис
- Костарика
- Венецуела
- Израел
- Еквадор
- Ел Салвадор
- Аустралија
- Ирак
- Доминиканска Република
- Етиопија
- Еритреја
- Хондурас
- Јужни Вијетнам
- Нигер
- Хаити